# ユーロミリオンズ

ユーロミリオンズが発売されている国（濃い青と赤）

ユーロミリオンズ（EuroMillions）は、ヨーロッパで人気の数字選択式宝くじ。日本国内では購入出来ない。

## 歴史
2004年2月7日に、フランセーズ・デ・ジューによって発売開始。第1回の抽籤（ちゅうせん）会はパリで2月13日に行われた。当初はフランス、イギリス、スペインの3カ国のみ発売されていた。その後徐々に拡大し、現在はヨーロッパ9カ国で発売されている。

## 方式
基本的には日本の数字選択式宝くじとほぼ同じ。「メインナンバー」と称される1から50までの数字の中から5つと、「ラッキースターナンバー」1から12の中から2つをマークシートに記入する。抽せん数字の抽出順は関係なく、番号が合致していれば良い。1口の発売金額はユーロ圏2.5ユーロ、ポンド圏2.5ポンド、スイス3.5CHFである。抽せんは毎週火曜日と金曜日に行い、1等の賞金ファンドに限り、当せん者がいない場合は繰越しとなる。

## ルール変遷
2004年2月7日：発売開始。メインナンバー50、ラッキースターナンバー9。
2009年11月：UKミリオネアメーカーを抽選回ごとに1本選出。
2011年5月10日：ラッキースターナンバーが9から11に増加。UKミリオネアメーカーの選出が2本に。
2016年9月24日：ラッキースターナンバーが11から12に増加。

## 賞金

### 数字選択による等級
以下の通り設定されている。
| メイン ナンバー  | ラッキー スター | 当選確率           | 当選確率    | 賞金総額における占有率 | 当せん金期待値(ユーロ) | 当せん金期待値(英ポンド) |
| メイン ナンバー  | ラッキー スター | 分母表現           | %表現       | 賞金総額における占有率 | 当せん金期待値(ユーロ) | 当せん金期待値(英ポンド) |
| ---------------- | --------------- | ------------------ | ----------- | ---------------------- | ---------------------- | ------------------------ |
| 2                | 0               | 23分の1            | 4.38%       | 18.0%                  | 4                      | 2.70                     |
| 2                | 1               | 46分の1            | 2.19%       | 17.6%                  | 8                      | 5.40                     |
| 1                | 2               | 156分の1           | 0.64%       | 6.5%                   | 10                     | 6.90                     |
| 3                | 0               | 327分の1           | 0.31%       | 3.7%                   | 12                     | 8.20                     |
| 3                | 1               | 654分の1           | 0.15%       | 2.2%                   | 14                     | 9.80                     |
| 2                | 2               | 821分の1           | 0.12%       | 2.3%                   | 19                     | 12.80                    |
| 3                | 2               | 11,771分の1        | 0.0085%     | 0.5%                   | 59                     | 40.10                    |
| 4                | 0               | 14,387分の1        | 0.0070%     | 0.7%                   | 101                    | 68.60                    |
| 4                | 1               | 28,773分の1        | 0.0035%     | 0.7%                   | 201                    | 137.20                   |
| 4                | 2               | 517,919分の1       | 0.00019%    | 0.8%                   | 4,143                  | 2,824.30                 |
| 5                | 0               | 3,236,994分の1     | 0.000031%   | 1.6%                   | 51,792                 | 35,303.90                |
| 5                | 1               | 6,473,989分の1     | 0.000015%   | 4.8%                   | 310,751                | 211,823.60               |
| 5                | 2               | 116,531,800 分の 1 | 0.00000086% | 32.0%                  | Jackpot                | Jackpot                  |
| ブースト用控除分 |                 |                    |             | 8.6%                   |                        |                          |

- 全体での当選確率は13分の1程度となる。

### 賞金上限額
1等賞金の上限は2億ユーロ（あるいは相当のポンド）と定められており、（1等賞金ファンド÷1等当せん口数）がこの上限を超える場合は、賞金は2億ユーロとなり、残余は2等（5個＋スター1個）、3等（5個）と繰り下がり分配が行われる。ただし、賞金ファンドが2億ユーロに到達した回を起点に1等当せん者がいない抽せんが5回継続した場合は、1等に当せん者がいない場合であっても2等以下に賞金ファンドが引き継がれて支払われる。この支払が発生した場合、次回の賞金ファンド上限の基準は2億1000万ユーロに変更され、同様の事象が継続して発生するたびにその上限基準を2億5000万ユーロまで増大して繰り返す制度になっている。

### UKミリオネアメーカー
本賞以外に発券されたくじ券番号に対して割り当てられているアルファベット3文字＋数字6文字の抽選が行われ、毎回1口の100万ポンド当選が確約されている「UK Millionaire Maker」が存在する。

## 高額当せん者
- 2015年6月に、イギリスで9338万ポンド余り（約166億円）の当選が発生した。
- 2012年8月には、イギリス人夫婦が約1億4800万ポンド（約183億円）を獲得した。
- 2008年9月26日抽せん分では、イギリスの18歳女子高校生が700万ポンド（約13億円）を獲得した。ちなみに当せん番号は14、29、31、33、37。そして"the Lucky Star numbers"は1と2。
- 2007年8月10日抽せん分では、スコットランド在住の郵便局員の女性が3540万ポンドを獲得した。
- 2007年2月9日抽せん分では、ベルギー人が1億ユーロを獲得した[6]。
- 2005年7月31日抽せん分では、アイルランド人が1億1500万ユーロを獲得した。
- 2019年10月に、イギリスで1億7000万ポンド余りの当選が発生した。
- 2021年10月に、フランスでルール上限に該当する2億2000万ユーロの当選が発生した。

## 売り上げ使途
| ユーロミリオンズの売り上げ使途 | ユーロミリオンズの売り上げ使途 |
| ------------------------------ | ------------------------------ |
| 0.5%                           | キャメロット宝くじ会社の利益分 |
| 4.5%                           | 運営費用                       |
| 5%                             | くじ券販売所の販売手数料       |
| 12%                            | イギリス宝くじ税               |
| 28%                            | 公益事業（チャリティ）への支出 |
| 50%                            | 当せん金                       |

※本表記はイギリス国内で発売された分に関する数値である。

## スーパーユーロミリオンズ
ユーロミリオンズでは当せん者がいない場合は賞金が次回へ繰り越しとなるが、スーパーユーロミリオンズでは当せん者がいない場合は2等以下の当せん申込みにより賞金が山分けされる。つまり賞金を手にする確率がわずかながらとは言え上昇するわけで、普段のユーロミリオンズ以上に購入者が増える傾向にある。
なお、2008年9月26日から販売が始まったスーパーユーロミリオンズの賞金は1億3000万ユーロで、当時はラッキースターが9個であったものが11個に増やされるといった臨時ルールがあったが、2011年4月にラッキースターが11個に増やされてからは、事実上、ユーロミリオンズにおける特別回の取り扱いに近いものとなっている。